# Pietro Tradonico
Pietro Tradonico (latín: Petrus Tradonicus; fallecido el 13 de septiembre de 864) fue el decimotercer dux de Venecia (836-864) según la tradición, y el undécimo según los datos históricos verificables. Istrio de nacimiento, su elección minó el poder de los Participazio, la familia reinante hasta entonces. Era un guerrero, no un administrador, motivo por el cual era iletrado y firmaba los documentos del Estado con el signum manus.
Al llegar al trono, Pietro nombró a su hijo Giovanni codux, continuando la costumbre empezada un siglo antes de establecer un ducado hereditario y asegurar así la sucesión dinástica. Todos los intentos anteriores fracasaron, y esta vez no fue la excepción: Giovanni falleció antes que su padre.
Luchó contra los sarracenos de Bari y Tarento, que habían derrotado anteriormente a Venecia en la batalla de Sansego, en una isla al sur de Pula. No sólo tuvo que hacer frente a los piratas musulmanes, sino también a los eslavos. En castigo por el asalto y asesinato de unos comerciantes venecianos que regresaban de Benevento entre 834 y 835, Pietro condujo en 839 una gran flota contra los narentinos. Hizo la paz con el duque Mislav de la Dalmacia croata y un príncipe narentino de nombre Družak (Drosaico, según el Marianorum iudice). Su asalto militar de 840 sobre los narentinos fracasó, y perdió más de 100 hombres, teniendo que regresar a Venecia. Los eslavos continuaron presionándole, y en 846, quisieron avanzar contra la propia Venecia atacando la ciudad vecina de Caorle.
En 840, el emperador Lotario I reconoció la independencia de Venecia y su autoridad sobre la laguna, como ya había hecho el Imperio bizantino. De Bizancio Pietro recibió los títulos de spatharios e hypatos.